# ライン演習作戦
ライン演習作戦（独：Unternehmen Rheinübung）とは、第二次世界大戦中の1941年5月18日から27日に実施されたドイツ海軍の通商破壊作戦。作戦名はドイツの大河であるライン川に由来する。
参加兵力は当初戦艦「ビスマルク」「ティルピッツ」、巡洋戦艦「シャルンホルスト」「グナイゼナウ」、重巡洋艦「プリンツ・オイゲン」が予定されたが、いくつもの理由が重なった結果、ビスマルクとプリンツ・オイゲンのみで実施された。

## 概要

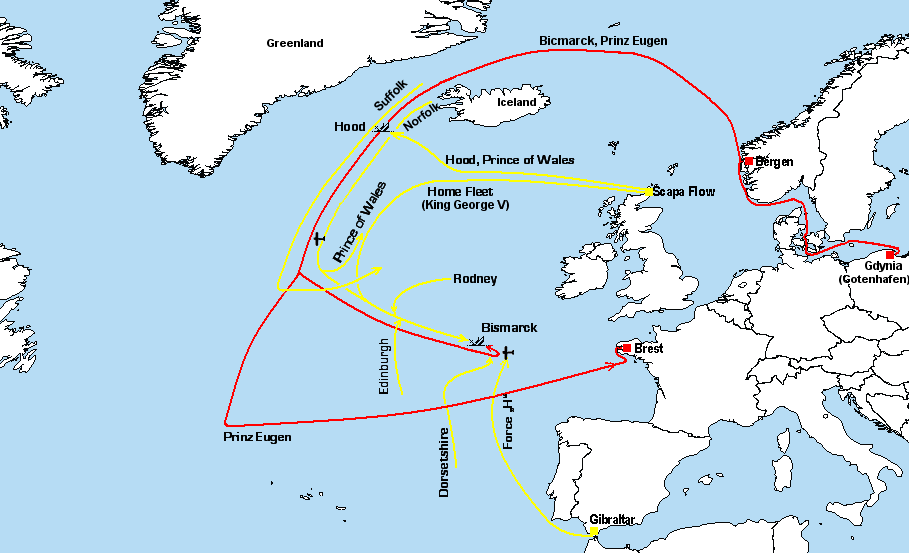
ライン演習作戦。赤の線はゴーテンハーフェンを出て北欧沿岸を進み、イギリスを迂回してグリーンランド・アイスランド間のデンマーク海峡から大西洋へ抜けようとしたビスマルクとプリンツ・オイゲンの航路。黄色の線はこれを阻もうとしたイギリス艦隊の航路

作戦の目的は、大西洋上の海上交通路を攻撃することで、英国本土への補給を遮断することにあった。このために、ドイツ海軍軍令部は、戦艦「ビスマルク」「ティルピッツ」、巡洋戦艦「シャルンホルスト」「グナイゼナウ」、重巡洋艦「プリンツ・オイゲン」等の戦艦や巡洋艦を通商破壊戦に投入するプランを作成していた。1941年1月から3月にかけてシャルンホルストとグナイゼナウを投入して行われたベルリン作戦では、2隻は延べ22隻、計11万5622トンの船舶を撃沈ないし鹵獲し、ある程度の成功を収めた。
しかし、シャルンホルストはベルリン作戦の結果機関の大修理が必要であり、グナイゼナウもブレスト港内で英軍の航空機攻撃を受けて長期の修理が必要となった。また、ティルピッツは訓練中で4ヶ月以上先の就役予定であった。そのため、ドイツ艦隊司令長官のギュンター・リュッチェンス中将は、艦隊戦力の充足が完了した後、少なくともシャルンホルストの修理完了後か、あるいはティルピッツの訓練完了後艦隊を出撃させることを、海軍総司令官エーリヒ・レーダー元帥に要請した。
しかし、徐々に増強される英艦隊、高緯度地方特有の短くなる夜、アメリカ参戦の可能性、地中海の英海軍のおびき出しの可能性を主張するレーダー元帥の指令で、ビスマルクとプリンツ・オイゲンの2隻のみで作戦を実施することになり、1941年5月18日にゴーテンハーフェンを、アドルフ・ヒトラー総統の不安をよそに出撃した。
24日、ビスマルクとプリンツ・オイゲンから成るドイツ艦隊は、デンマーク海峡で、戦艦プリンス・オブ・ウェールズ、巡洋戦艦フッド、駆逐艦4隻からなるイギリス艦隊と遭遇し戦闘となった。この戦闘で、ビスマルクはフッドを撃沈したが、自らも被弾して小さくない損傷を受けてしまった（デンマーク海峡海戦）。この被害による燃料タンクの破損からビスマルクは作戦を中止してブレストへの帰航を決め、プリンツ・オイゲンのみで作戦を続行することとし、24日にビスマルクはプリンツ・オイゲンと別れた。この後ビスマルクはイギリス海軍の追撃を受け、25日錯誤により無線封鎖を解除した結果26日基地飛行艇に発見され、さらにジブラルタル艦隊の空母アークロイヤル機からの攻撃により舵に被雷し、操舵不能に陥った。27日に英水上艦隊に捕捉される。英戦艦ロドニー、キング・ジョージ五世、英巡洋艦サフォーク、ドーセットシャーとの砲戦ののち（猛烈な砲火を受けてすぐに沈黙してしまった）、英巡洋艦ドーセットシャーからの雷撃をうけたが沈没には到らなかった。しかし、航行不能となったためビスマルクは自沈（あくまでドイツ側発表）する。
一方、ビスマルクと別れたプリンツ・オイゲンは作戦を続行することとなり、大西洋に出ると南に向けて航海し、5月26日にタンカーと合流して補給を受けた。しかし、翌27日に機関トラブルが発生し、数日のうちにそれが悪化したことからプリンツ・オイゲンも作戦を中止し、6月1日にブレストに帰港した。

## 結果
ドイツ海軍は巡洋戦艦フッドを沈める戦果を挙げたものの、主目的であった通商破壊戦を実施できなかったばかりか、ビスマルクを喪失したことで主力艦艇たる戦艦・巡洋戦艦の4分の1を失ってしまった。以後、ドイツ海軍は大西洋上では二度と水上艦艇を用いた通商破壊作戦を行うことはなく、Uボートによる通商破壊に全面的にシフトした。